# Чуб-Тараш (Урмія)
Чуб-Тараш (перс. چوب تراش) — село в Ірані, входить до складу дехестану Торкаман у Центральному бахші шахрестану Урмія провінції Західний Азербайджан.